# Rio Água do Gudalupe
O Rio Água do Gudalupe é um curso de água do arquipélago de São Tomé e Príncipe, localizado no distritode Lobata, ilha de São Tomé, corre para Norte e desagua junto a Morro Peixe, entre a Praia Guegue e a Praia dos Tamarinos.